# آلخین ۱۹۰۹
سیارک ۱۹۰۹ (به انگلیسی: 1909 Alekhin،  نامگذاری: 1972RW2) هزار و نهصد و نهمین سیارک کشف شده‌است که در ۴ سپتامبر ۱۹۷۲ کشف شد.
قدر مطلق سیارک برابر ۱۲٫۳۰ است.